# Культура Японии
Культура Японии сложилась в ходе истории, начавшейся с переселения предков японского народа на японский архипелаг с материка и зарождения культуры периода Дзёмон. Современная японская культура испытала сильное влияние стран Азии (в особенности Китая и Кореи), Европы и Северной Америки, которая стремительно начала оказывать влияние на культуру Японии с начала 1960-х годов.
Одной из особенностей японской культуры является её долгое развитие в период полной изоляции страны (политика сакоку) от всего остального мира в период правления сёгуната Токугавы, длившейся до середины XIX века — начала периода Мэйдзи.
На культуру и менталитет японцев большое влияние оказало изолированное территориальное положение страны, географические и климатические особенности, а также особые природные явления (частые землетрясения и тайфуны), что выразилось в своеобразном отношении японцев к природе как к живому созданию. Умение восхищаться сиюминутной красотой природы, как особенность национального характера японца, нашло выражение во многих видах искусств Японии.

## История
- Дзёмон (10 тыс. лет до н. э. — 300 до н. э.) — первые образцы керамики, украшения и женские фигурки догу
- Яёй (300 до н. э. — 300 н. э.) — переход к земледелию, поливное рисоводство, изделия из бронзы и железа, колокола дотаку
- Ямато:
- Кофун (IV век н. э. — VI век н. э.) — распространение культуры курганов, скульптуры ханива, зарождение древнего синтоизма и связанных с ним культов
- Асука (593—710) — заимствование образцов китайской культуры, реформы Тайка, создание кодексов законов
- Нара (710—794) — проникновение в страну конфуцианства, даосизма и буддизма, создание литературных произведений «Кодзики», «Нихон Сёки», «Манъёсю», «Кайфусо»
- Хэйан (794—1185) — начало использования слоговых азбук хираганы и катаканы, строительство святилища Ицукусима, создание «Повести о Гэндзи», возникновение стиля в живописи ямато-э
- Камакура (1185—1333) — формирование самурайского сословия
- Муромати (1333—1568) — возникновение театра но
- Сэнгоку Дзидай (1467—1568) — проникновение в страну христианства
- Адзути-Момояма (1568—1600)
- Эдо (1600—1868) — установление диктатуры Токугава, политика сакоку, подавление христианства и падение сёгуната, зарождение театра кабуки и стиля укиё-э
- Мэйдзи (1868—1912) — конец периода самоизоляции, начало капиталистического пути развития, зарождение японского кинематографа
- Тайсё (1912—1926)
- Сёва (1926—1989)
- Хэйсэй (1989—2019)
- Рэйва (с 2019)

## Язык и письменность

Слово «Япония», записанное с помощью кандзи

Японский язык всегда был важной составляющей японской культуры, на нём говорит преобладающая часть населения страны. Он является агглютинативным языком и отличается сложной системой написания, состоящей из трёх различных типов знаков — китайские иероглифы кандзи, слоговые азбуки хирагана и катакана.
Самая древняя известная форма японского языка носит название старояпонский язык. Она сложилась путём заимствования китайской письменности и системы иероглифов и использовалась вплоть до начала периода Хэйан. В ходе дальнейшего развития японского языка, называемого затем классическим японским языком или поздним старояпонским, развились новые способы письма — две слоговые азбуки хирагана и катакана, что привело к существенному развитию японского литературного языка и бурному расцвету японской литературы.
В современном японском языке довольно высокий процент занимают слова, заимствованные из других языков (так называемые гайрайго). Японские имена записываются с помощью кандзи; они состоят из фамилии и имени, при этом фамилия указывается в начале.
Для транслитерации японских иероглифов используются различные системы, наиболее распространёнными являются ромадзи (латинская транслитерация) и система Поливанова (запись японских слов кириллицей). Некоторые слова в русском языке были заимствованы из японского языка, например, цунами, суши, караоке, самурай и т. д.

## Фольклор
На японский фольклор в равной степени повлияли обе основные религии страны — как синто, так и буддизм. В нём часто повествуется о комичных и неестественных персонажах или ситуациях, а также зачастую упоминаются различные сверхъестественные существа, такие как Бодхисаттва, Ками (духовные сущности), ёкай (например они или каппа), юрэй (призраки умерших), драконы, животные со сверхъестественными способностями: кицунэ (лисы), тануки (енотовидные собаки), мудзина (барсук), бакэнэко (кошка-монстр) и баку (дух).
Японский фольклор зачастую разделяют на несколько категорий: 
- мукасибанаси — предания о деяниях прошлого,
- намидабанаси — грустные истории,
- обакэбанаси  — рассказы об оборотнях,
- онгаэсибанаси — предания о благодарности,
- тонтибанаси — остроумные истории,
- варайбанаси — юморески,
- и ёкубарибанаси — рассказы о жадности.

К японскому фольклору также относят юкар, другие устные предания и эпосы айнов.

### Мифология
Согласно синтоистскому мифу о сотворении земли, первыми богами сошедшими на землю были Идзанаги и Идзанами, которые создали объекты природы и земных богов. От их союза были рождены острова Японии и огромное количество богов: от Идзанаги пошли Аматэрасу (Солнце), Цукиёми (Луна), Сусаноо (буря). От Аматэрасу происходит божество Амэ-но-Осидо-Мими, от него — Ниниги, от Ниниги в браке с Конохана-Сакуя-Химэ происходят Хоносусэри (блеск огня) и Хикохоходэми (тень огня). От брака Хикохоходэми и Тоётама-химэ рождается Амасухико, от которого в браке Тамаэри-химэ появляется первый император империи Дзимму (мифический).

## Религия

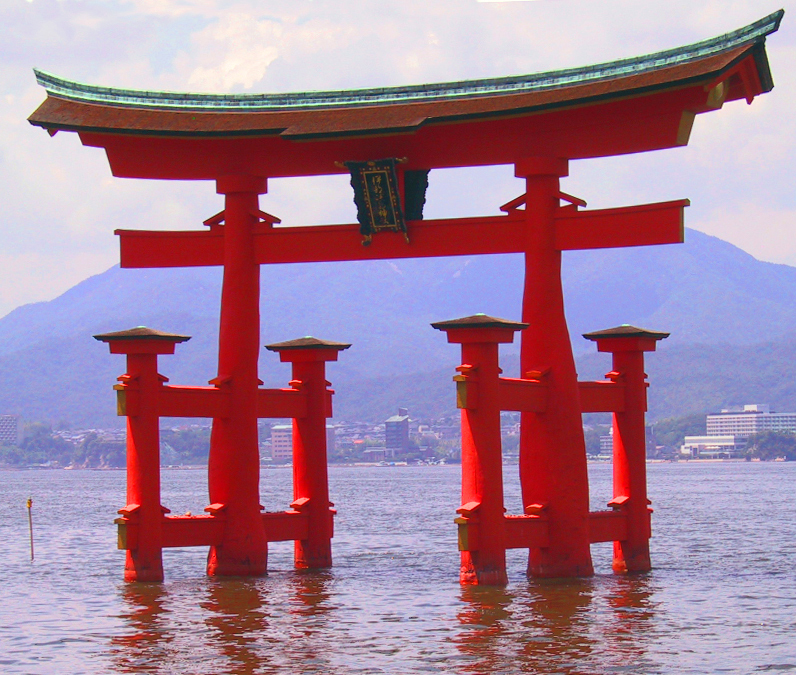
Плавающие тории святилища Ицукусима

Основные религии в Японии — буддизм и синтоизм.
Основа синто — в поклонении и обожествлении природных сил и явлений. Считается, что всё сущее на Земле в той или иной степени одушевлено, обожествлено, даже те вещи, которые мы привыкли считать неодушевлёнными — например, камень или дерево, и у каждой вещи есть свой дух, божество (ками). Некоторые ками являются духами местности, другие олицетворяют природные явления, являются покровителями семей и родов. Другие ками представляют глобальные природные явления, такие, как Аматерасу Омиками, богиня Солнца. 
Главным принципом синто является жизнь в согласии с природой и людьми. Мир ками — не потустороннее обиталище, но общая естественная среда с миром людей. Поэтому людям нет необходимости искать спасения в другом мире, а надо пытаться добиться гармонии с ками в этой жизни. 
Синто является глубоко национальной японской религией и в каком-то смысле олицетворяет японскую нацию, её обычаи, характер и культуру.

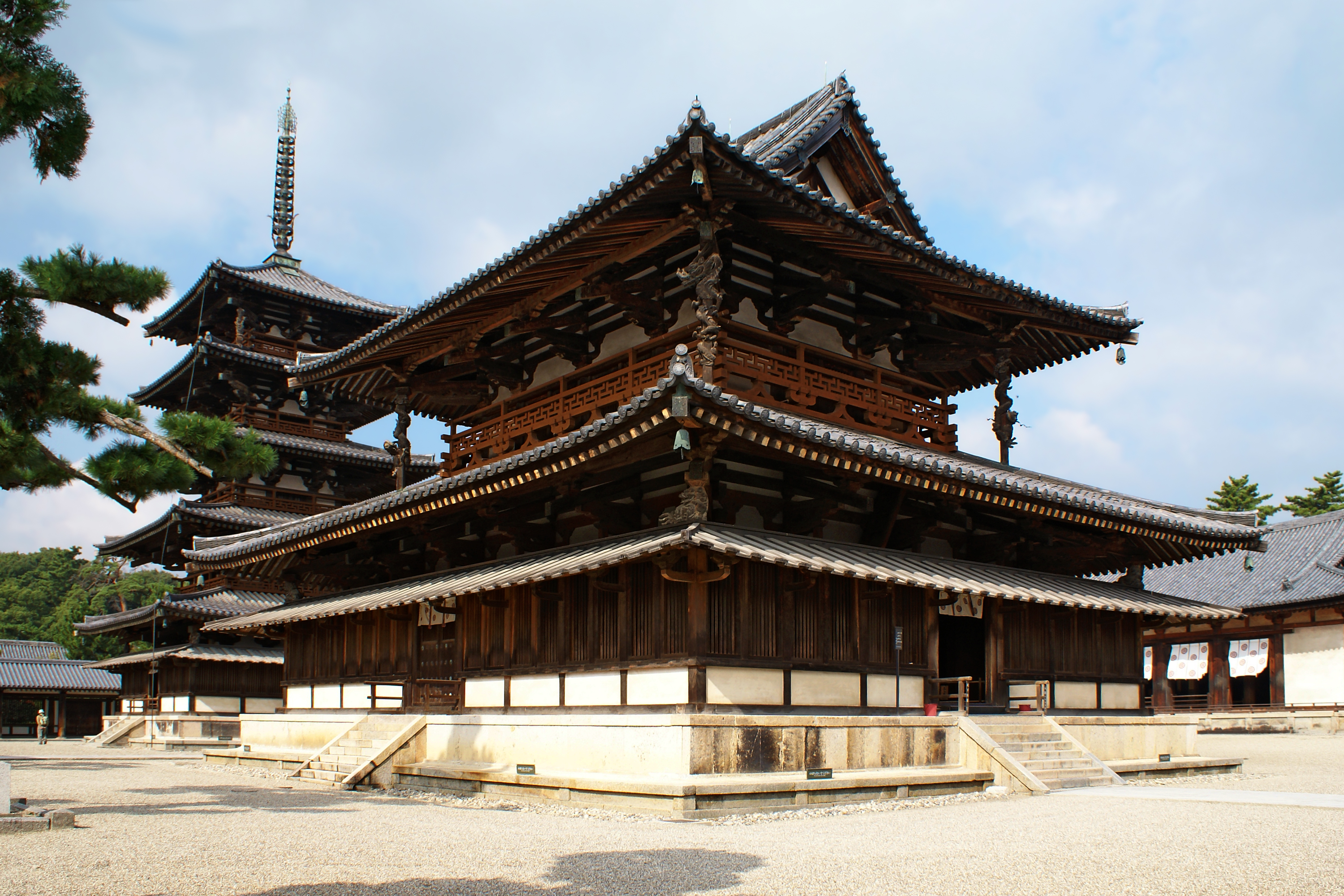
Хорю-дзи, Икаруга (Всемирное наследие)

Между божествами и людьми существует тесная связь даже по происхождению: связующим звеном является микадо, потомок Аматэрасу и её представитель на земле, а также родоначальник всех японцев. Важнейшие легенды относительно божеств, составляющих пантеон синтоистов, изложены в начале главы об истории. Из них можно видеть, что божества эти имеют тесную связь с силами природы и часто даже представляют их олицетворение.
Главную роль между ними играет богиня солнца Аматэрасу; затем есть божества луны, земли, подземного царства, ветра, грома, огня, воды, домашнего очага, пищи, заразных болезней и т. п. К обоготворению природы в синтоизме примешивается культ предков: божеские почести воздаются здесь как прежним, так и царствующему микадо, душам героев и вообще предков.
Позже появляется буддизм (см. Буддизм в Японии). В Японии он распадается на несколько сект (школ) и переплетается с местным синтоизмом настолько, что не всегда можно понять, какая секта больше проникнута буддизмом, а какая синтоизмом. Каждая секта почитает своих богов. «Амидаистские» секты средневекового происхождения уповают на спасителя Будду-Амиду (Амитабу). В секте сингон верховный будда — Дайнити-Нёрай, «Великий солнечный Будда» В других сектах почитаются группа пяти богов Мёо, «Великие Будды мудрости», один из них — Фудо-мёо, изображается в виде сурового воина с мечом и злым лицом. Это значит то, что он уничтожает жадность, гнев и невежество. Основные божества те же, что и в других странах, их соответствия: Буцу — Будда, Босацу — Бодхисаттва, Сяка-Нёрай — Шакьямуни, Дарума или Бодайдарума — Бодхидхарма. 

Самая массовая секта — Сока-гаккай, активно вмешивается в политическую жизнь страны. Наконец, наиболее широкое распространение получила секта «дзэн». Её поклонников можно встретить далеко за пределами Японии. Её суть — мистическое самоуглубление и постижение истины вне разума.
Древней же религией в Японии был, однако, не синтоизм, а культ родовых духов (ками). Он малоизвестен. Жрецы этого культа назывались ура-бэ (гадатели) и ими-бэ (заклинатели). 

Кроме этого, в народных слоях пользуется большой популярностью группа богов «сити фукудзин», то есть семь богов счастья. Это:
Дзюродзин (寿老人 — долголетие),
Дайкоку (大黒 — богатство и земледелие),
Эбису (恵比寿 — счастье и удача),
Хотэй (布袋 — любовь, радость),
Бэндзайтэн или Бэнтэн (弁財天 — любовь, искусство, красота),
Фукурокудзю (福禄寿 — мудрость),
Бисямонтэн (毘沙門天 — покровитель богатства и воинов).
Фактически большая часть японцев не отдаёт предпочтение какой-либо религии. В быту большинства японцев встречаются элементы почитания обеих религий. Наряду с этим значительная часть японцев с почтением относится к христианству. Подобное взаимопроникновение и терпимость связаны с особым менталитетом японцев, способностью сгладив углы вобрать в себя различные на первый взгляд малосовместимые элементы.
На раннем этапе развития японского общества был широко распространён тотемизм. Из древних японских религиозных верований сформировались представления синто — основной религии Японии. Синтоизм (или синто) дословно можно перевести как «путь множества ками (богов)»). Основу этого течения составляет поклонение силам природы. Согласно представлениям синто солнце, деревья, горы, камни и природные явления являются ками (или микото) и наделены душой, им поклоняются в специально построенных для этой цели храмах. Важной особенностью синтоизма является культ предков.
Древние японцы считали, что японские острова и люди, населявшие их, были созданы ками, что нашло своё отражение в японской мифологии.
С этими представлениями связан также культ императора — считалось, что императорская семья происходила от богов-создателей японского архипелага. Древние мифы и легенды синтоизма о создании японских островов богами и передаче власти над страной потомкам богов (Дзимму и Ниниги) сохранились в сводах «Кодзики» и «Нихонги».
Позже, из Индии через Корею и Китай, в страну проникает буддизм, 552 год считается официальной датой признания новой религии.
Буддизм оказал большое влияние на образование, литературу и искусство Японии, хотя сам значительно трансформировался и сильно отличается от индийского и китайского буддизма.
При императоре Сёму (правил в 724—749) буддизм был признан государственной религией.
В середине XVI века в Японию пришло христианство, поддержаное Ода Нобунагой и запрещённое впоследствии сёгунатом Токугава. Запрет на христианство был снят после реставрации Мэйдзи.
В современной Японии доля населения, одновременно исповедующего две религии — буддизм и синтоизм, составляет 84 %, около 0,7 % населения страны исповедует христианство.

## Музыка
В период Хэйан сформировался классический японский музыкальный жанр гагаку (яп. 雅楽 «изысканная музыка»), представляющий собой музыку в исполнении оркестра (колокола, ударные и духовые инструменты).
- J-pop
- J-rock
- Visual kei

## Театр и танец

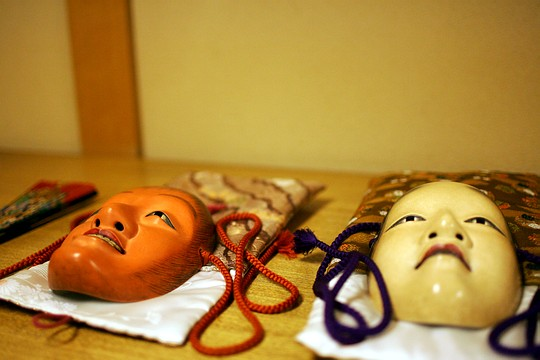
Маски театра но

Одним из ранних видов театра стал театр но (яп. 能 но:, «талант, мастерство»), сложившийся в XIV—XV веках, актёры играли в масках и роскошных костюмах. В XVII веке сложился один из наиболее известных видов японского традиционного театра — кабуки (яп. 歌舞伎 «песня, танец, мастерство»), актёры этого театра были исключительно мужчины, их лица были сложным образом загримированы. Высоко ценится искусство оннагата (яп. 女形 женский образ), актёров, исполняющих женские роли.
Кроме театров но и кабуки существует традиционный театр марионеток бунраку. Некоторые драматурги, например, Тикамацу Мондзаэмон писали пьесы для бунраку, которые позже ставились на «большой сцене» — в кабуки.

## Литература

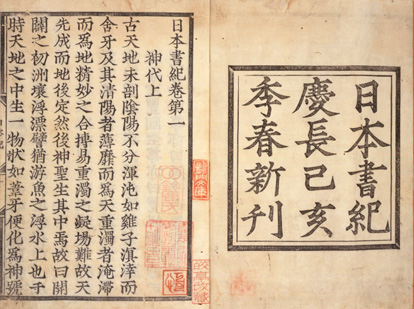
«Нихон сёки» (титульная страница и начало первой главы. Первое печатное издание 1599 года)

## Архитектура

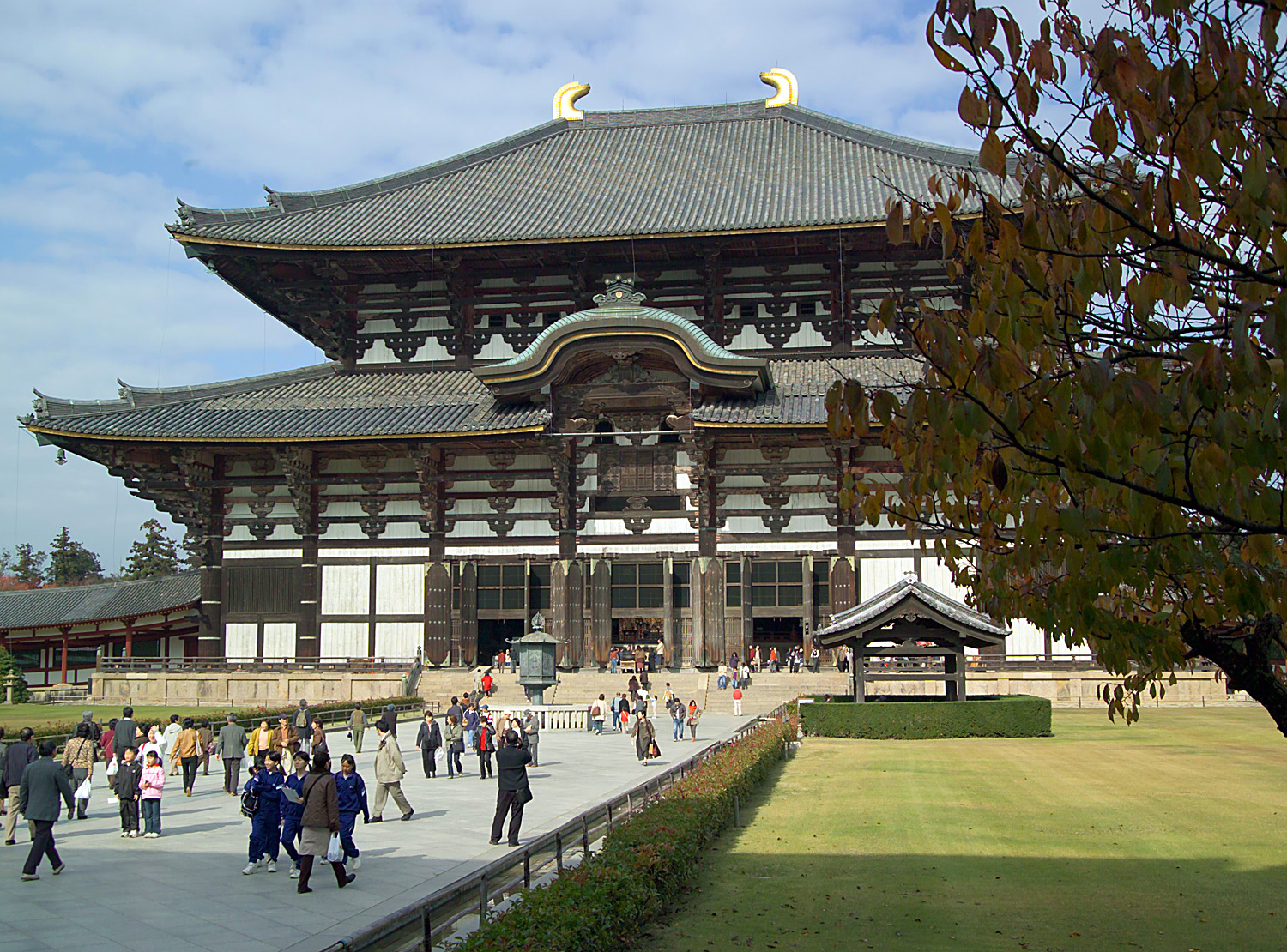
Тодай-дзи, Нара (Всемирное наследие)

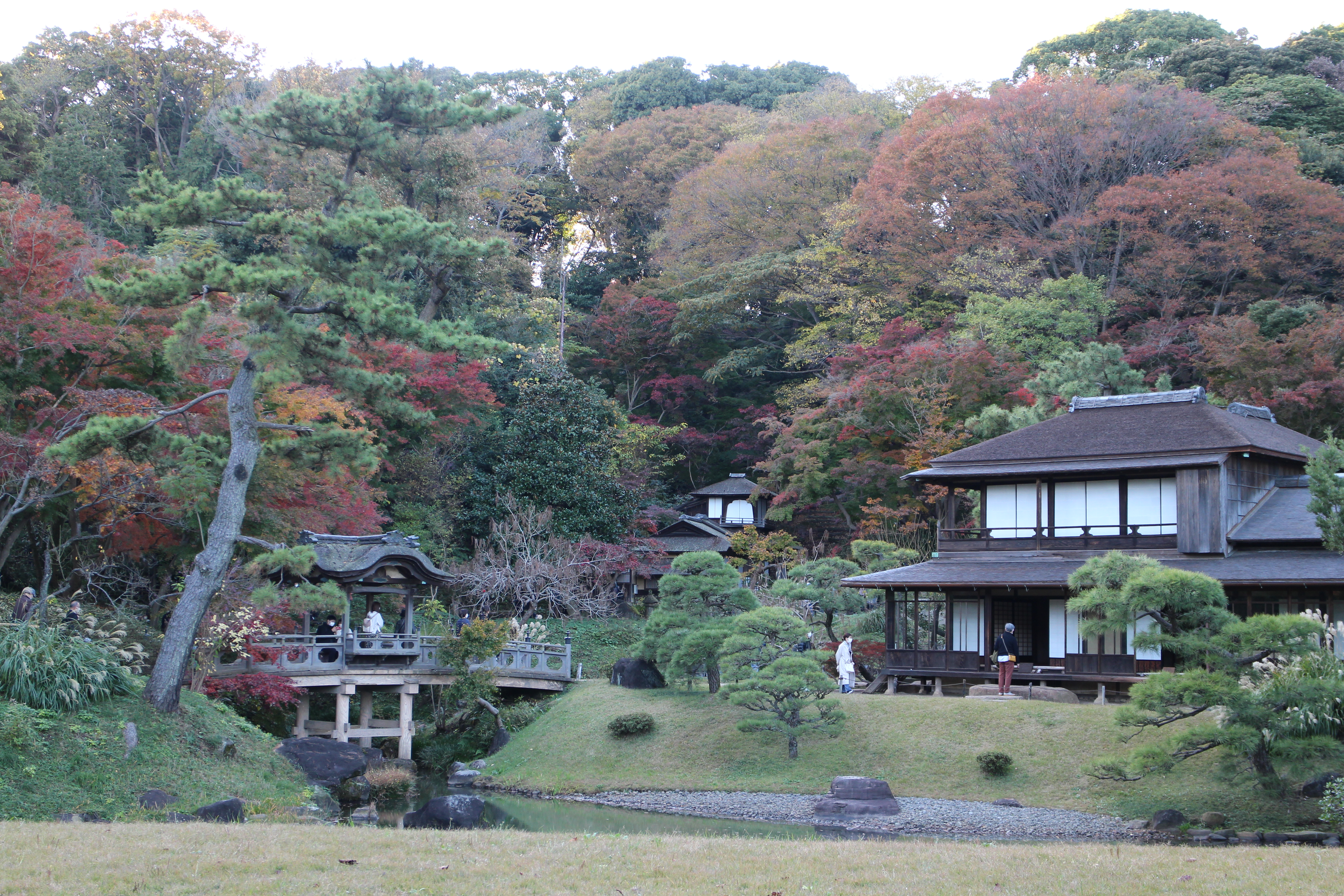
Японский сад

Японская архитектура имеет столь же длинную историю как любая другая составляющая часть японской культуры. Первоначально испытав сильное влияние китайской архитектуры, японская архитектура разработала множество отличий и собственных подходов, присущих лишь Японии. В качестве примеров традиционной японской архитектуры можно назвать храмы, синтоистские святилища и замки в Киото и Наре.
В целом, для японской архитектуры характерно стремление к простоте.
Традиционные деревянные жилые дома простых японцев, называемые минка (яп. 民家), наиболее хорошо приспособлены к климату страны. Минка имеет каркасную конструкцию с несущей колонной в центре дома и раздвижными дверями. В настоящее время минка сохранились только в сельской местности.
VII век был отмечен бурным строительством буддийских храмов на территории Японии. Святилище Исэ-дзингу, посвященное богине Аматэрасу, — основная синтоистская святыня Японии.

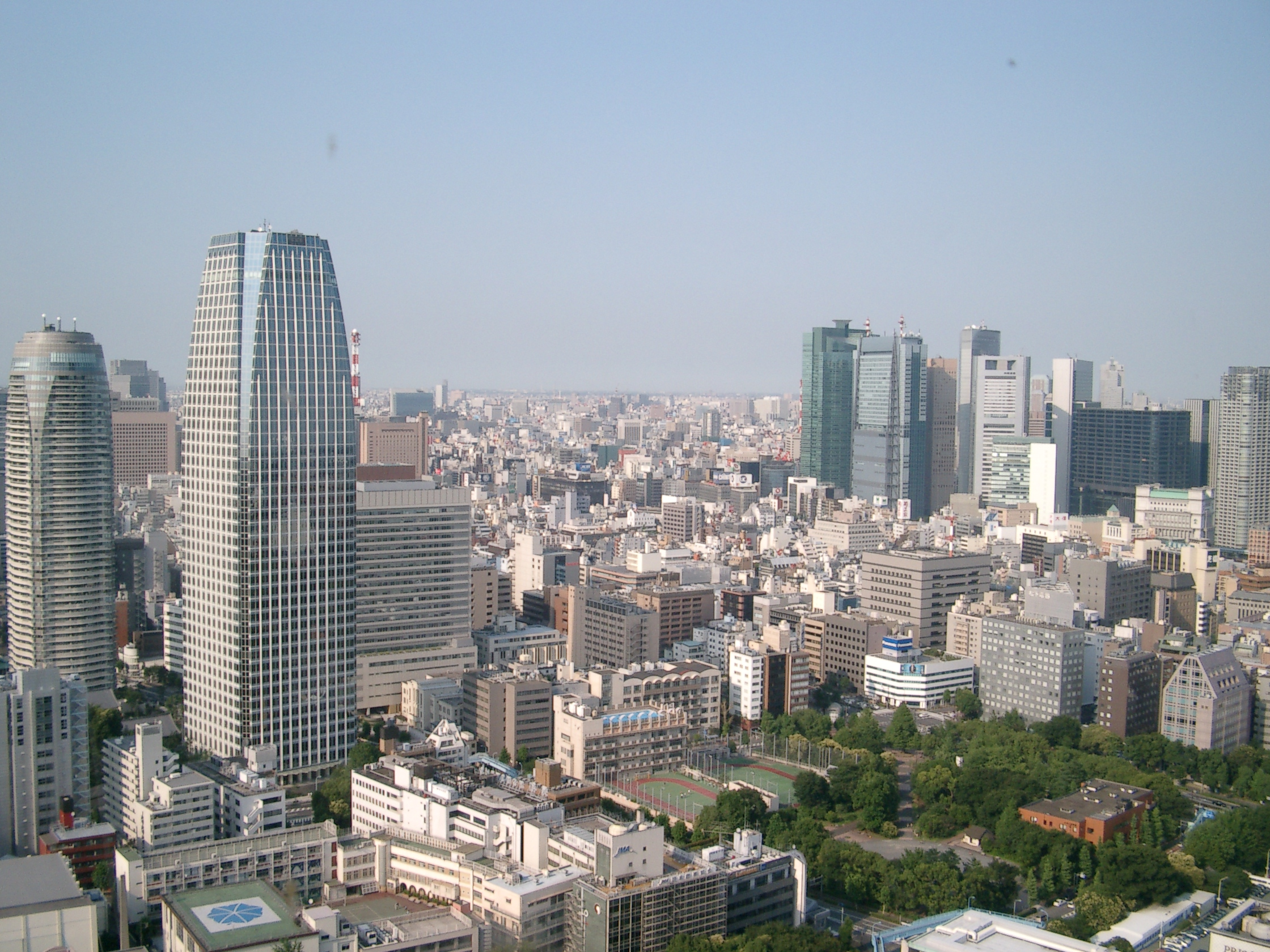
Вид на город с телевизионной башни Токио

Своеобразием отличались японские замки, служившие не только для защиты своих хозяев от врагов, но и символом власти. Названия двух замков (Адзути и Момояма) дали название периоду в истории Японии — Адзути-Момояма.
В изначальном состоянии сохранилось очень немного замков, многие средневековые замки были разрушены во время войн, сгорели при пожарах, были разобраны по указанию правительства как пережиток феодального прошлого, в XX веке часть замков была восстановлена.
Необходимость отстраивать разрушенные здания после Второй мировой войны дала стимул для развития японской архитектуры. При этом отстроенные заново города сильно отличались от довоенных.
Некоторые современные архитекторы, например, Ёсио Танигути и Тадао Андо, известны тем, что широко используют объединение традиционных японских и западных архитектурных влияний.

## Изобразительное искусство

### Живопись
Японская живопись (яп. 絵画 кайга, «картина, рисунок») — один из наиболее древних и изысканных из японских видов искусств, характеризуется широким разнообразием жанров и стилей. Искусство живописи в Японии тесно связано с искусством каллиграфии, принципы создания каллиграфических и живописных работ общие. В живописи большое внимание уделено линии, значительное количество картин — монохромные.

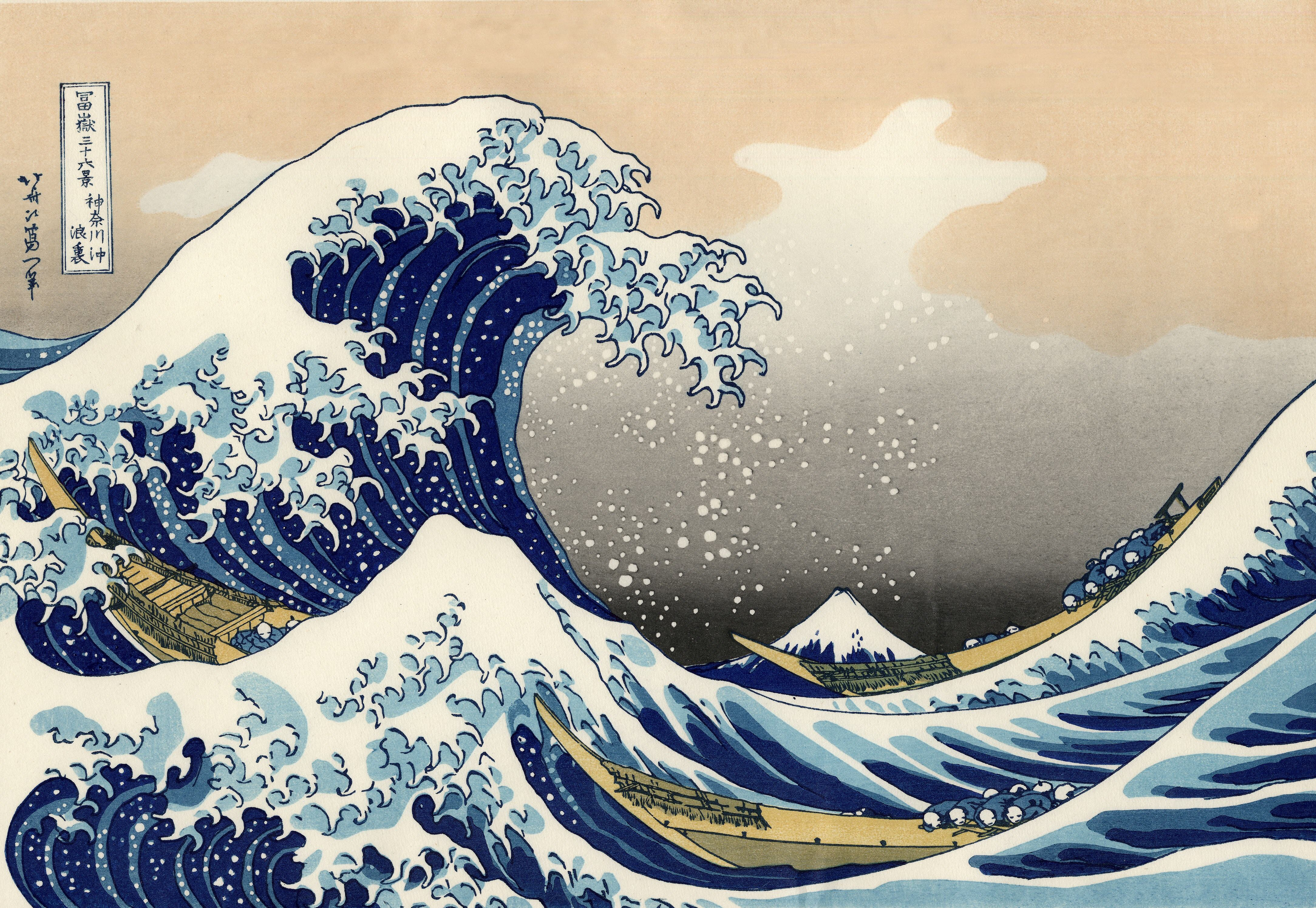
Большая волна в Канагава, Кацусика Хокусай

Для японской живописи, как и для литературы, характерно отведение ведущего места природе и изображение её в качестве носительницы божественного начала.
Начиная с X века, в японской живописи выделяют направление ямато-э: картины представляют собой горизонтальные свитки, которыми иллюстрировали литературные произведения.
В XIV веке развивается стиль суми-э (монохромная акварель), а в первой половине XVII века художники начинают печатать укиё-э — гравюры на дереве, изображавшие гейш, популярных актёров театра кабуки и пейзажи.
Влияние популярности гравюр укиё-э на европейское искусство XVIII века называют японизмом.

### Каллиграфия

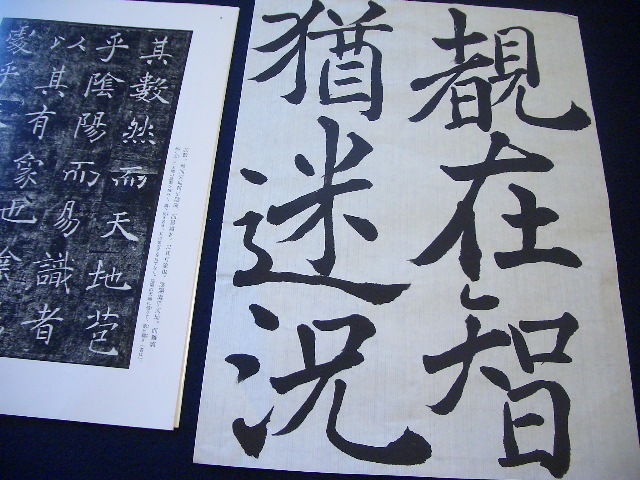
Японская каллиграфия

В Японии каллиграфия считается одним из видов искусств и носит название сёдо (яп. 書道 «путь письма»).
Наравне с рисованием, каллиграфия преподаётся в школах.
Искусство каллиграфии было завезено в Японию вместе с китайской письменностью.
В старину в Японии признаком культурного человека считалось владение искусством каллиграфии.
Существует несколько различных стилей написания иероглифов.
Совершенствованием стилей написания иероглифов занимались буддийские монахи.

### Скульптура
Самым древним из видов искусств Японии является скульптура.
Начиная с эпохи Дзёмон изготавливались разнообразные керамические изделия (посуда), также известны глиняные фигурки-идолы догу.
В эпоху Кофун на могилах устанавливались ханива — скульптуры из обожжённой глины, поначалу простых цилиндрических форм, а затем более сложные — в виде людей или животных.
История скульптуры в Японии связана с появлением в стране буддизма. Традиционная японская скульптура — это чаще всего статуи буддистских религиозных понятий (татхагата, бодхисаттва и др.) Одна из самых древних скульптур в Японии — деревянная статуя будды Амитабхи в храме Дзенко-дзи. В период Нара буддистские статуи создавались государственными специалистами-скульпторами. В период Камакура расцвела школа Кэй, ярким представителем которой был Ункэй.
В качестве основного материала для скульптур (как и в японской архитектуре) использовалось дерево. Статуи часто покрывали лаком, позолачивали или ярко окрашивали. Также в качестве материала для статуй использовалась бронза или другие металлы. Наиболее яркими представителями японской деревянной скульптуры стали Энку (1632—1695) и Мокудзики (1718—1810).

### Декоративно-прикладное искусство
- Традиционные японские куклы
- Нэцкэ
- Оригами
- Икэбана («кадо» — путь цветов)
- Бонсай
- Керамика для чайной церемонии
- Ручная роспись тканей
- Тэмари

## Кинематограф
Первые японские киноленты начала XX века имели простые сюжеты, кинематограф этого периода развивался под влиянием театра, игра актеров была театральной, женские роли исполнялись актёрами-мужчинами, использовались театральные костюмы и декорации.
До появления звукового кино демонстрацию фильмов сопровождал бэнси — живой исполнитель, японский вариант тапёра.
Поначалу кинематограф считался низким искусством, бытовало презрительное отношение к людям, занимавшимся кино.
Признание и авторитет этот вид искусства получил лишь в конце 1930-х годов.
На 1950-е — 1960-е годы приходится активное развитие японского кинематографа. В 1950 году было выпущено 215 фильмов, а в 1960 году — уже 547 фильмов. В этот период появляются жанры исторического, политического кино, боевики и фантастика, по количеству выпущенных фильмов Япония занимала одно из первых мест в мире.
Известные кинорежиссёры этого периода — Акира Куросава, Кэндзи Мидзогути, Сёхэй Имамура, Нобуо Накагава, Хидэо Гося. Известным за пределами страны становится актёр Тосиро Мифунэ, сыгравший почти во всех кинокартинах Куросавы.
Во время кризиса киноиндустрии 1960-х годов популярными жанрами становятся фильмы о якудза и недорогие порнографические фильмы.
В 1990-х актёр и режиссёр Такэси Китано получает широкую известность как в Японии так и за её пределами.
- Кайдзю эйга — фильмы о «кайдзю», гуманоидных монстрах

Широкую известность приобрели японские мультипликаторы, удостоенные международных наград на крупных кинофестивалях. Среди них:
- Хаяо Миядзаки
- Исао Такахата

## Аниме и манга

Пример стиля отрисовки аниме (персонаж Махури, использованы элементы дизайна Махоро из аниме «Махороматик: Автоматическая девушка» и Харухи из аниме «Suzumiya Haruhi»)

Аниме (или японская анимация) имеет высокую популярность во всём мире. Среди остальных жанров мультипликации выделяется большей ориентацией на взрослую аудиторию. Для аниме характерно дополнительное разделение на жанры для конкретной целевой группы. Критериями разделения служат пол, возраст или психологический тип зрителя. Часто аниме — это экранизации японских комиксов манга, также пользующихся большой популярностью.
Как аниме, так и манга рассчитаны на разные возрастные аудитории, достаточно большая часть манги рассчитана на взрослых.
По состоянию на 2002 год около 40 % всего издательского рынка в Японии занимают журналы с мангой.
Также: Ранобэ

## Военная культура

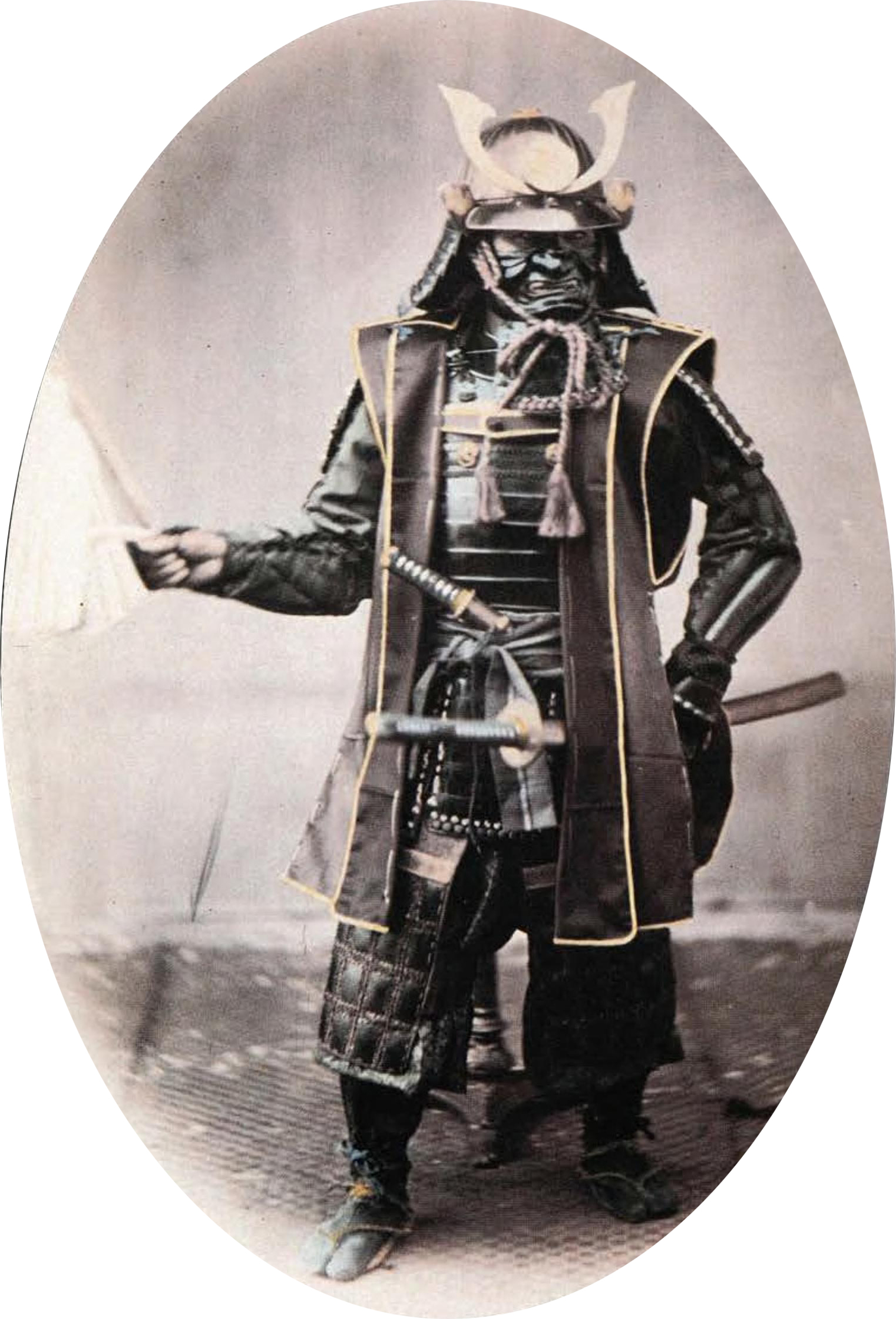
Самурай XIX века в доспехах

- Самурай
- Ронин
- Ямабуси
- Ниндзя
- Сёгунат
- Камикадзе
- Бусидо («путь воина»)
- Асигару

### Боевые искусства
- Дзюдо
- Айкидо
- Джиу-джитсу
- Карате
- Сумо
- кэндо
- Кэн-дзюцу
- Айдо
- Нагината
- Кудо

## Спорт
В Японии популярны бейсбол, волейбол, футбол и другие игры с мячом.
Также традиционно популярны некоторые виды боевых искусств (дзюдо, кэндо и карате).
Борьба сумо хотя и не является официальным спортом в Японии, но по мнению профессиональной ассоциации сумо, считается национальным видом спорта.

## СМИ
Пресса: см. Категория:Газеты Японии, Категория:Журналы Японии
Радиовещание: ...  (см. Категория:Радиовещание в Японии)
Телевидение:  ... (см. Категория:Телевидение в Японии, Телесериалы Японии, История телевидения)
- Цензура в Японии

см. Категория:Средства массовой информации Японии

## Массовая культура
В музыке: Джей-поп, Visual kei, Японский идол, Big in Japan
Японские молодёжные субкультуры: отаку, Лолита (Lolita fashion), гяру, додзин, косплей
- Таренто (en:tarento, タレント, васэй-эйго от англ. talent) — знаменитости в Японии, телевизионные персонажи которые регулярно появляются («мелькают») в средствах массовой информации Японии, особенно в качестве участников развлекательных шоу.

### Видеоигры
Японские видеоигры:
- Castlevania
- Devil May Cry
- Famitsu
- Final Fantasy
- Guilty Gear
- JRPG
- Metal Gear
- Pokémon
- Shenmue
- Touhou Project
- Yakuza

## Обычаи и традиции

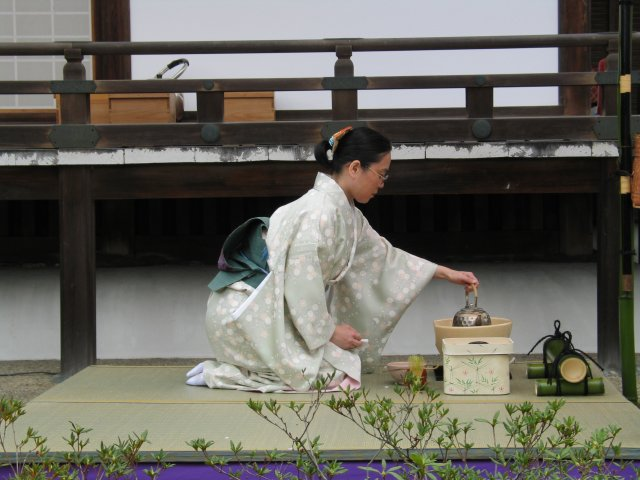
Японская чайная церемония

Для японского общества характерно явно выраженное ощущение принадлежности к определённой социальной группе (рабочий коллектив, семья, студенческая группа), что также выражается в особых отношениях внутри группы.
В Японии большое значение придаётся понятиям о «долге» и «обязательстве», обычно называемые гири (яп. 義理). Хотя гири является общей социальной нормой поведения японцев, в некоторых случаях, например в отношениях среди молодёжи, к этому понятию относятся проще.

### Одежда

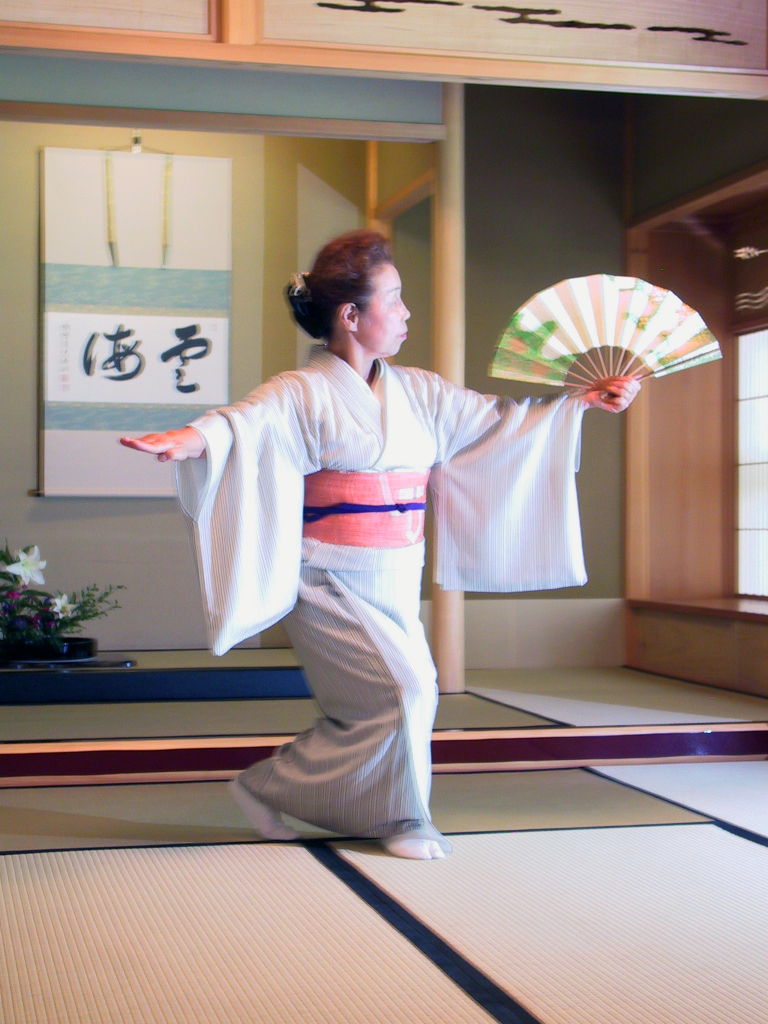
Танцовщица в кимоно

В Японии можно встретить два типа одежды — традиционную — вафуку (яп. 和服 японская одежда), и более простую, повседневную, по европейскому образцу. Кимоно (яп. 着物) — буквально переводится «одежда, наряд» — общий термин для обозначения любой одежды, а в узком — разновидность вафуку.
- Юката — лёгкий халат;
- хакама — штаны;
- гэта, варадзи — сандалии;
- оби — пояс.

### Национальная кухня
Японская кухня известна своим упором на сезонность питания, качество ингредиентов и подачу блюд.
Основой японской кухни является рис. Слово гохан (яп. 御飯 дословно: «варёный рис») также может переводиться как «еда», причём уважительная приставка «го» к слову «хан» (рис) со временем стала обязательной, что говорит об огромной важности этого блюда для японцев. Помимо своего основного предназначения в качестве продукта питания рис также служил своеобразной денежной единицей, в старину рисом выплачивались налоги и жалование. Японцы используют рис для приготовления самых разнообразных блюд, соусов и даже напитков (сакэ, сётю, бакусю). На трапезе рис присутствует всегда. До конца XIX века рис ели только богатые, он был дорог. Остальные же берегли его к празднику, заменяя в простые дни ячменём. Только в XX веке рис стал общедоступен.
Вторым по значимости продуктом питания японцев является рыба: япония занимает четвёртое место в мире по употреблению рыбы и морепродуктов на душу населения
Часто рыба употребляется в сыром или полусыром виде, например, в суши.
Популярны блюда с лапшой, приготовленной из пшеницы (удон) либо из гречки (соба). Лапша идёт и в супы, и как самостоятельное блюдо, с добавками и приправами.
Важное место в японской кухне занимает соя. Из неё готовят супы, соусы, соевый сыр (творог) тофу, натто.
Для сохранения пищи в условиях высокой влажности её часто засаливают, сбраживают или маринуют, примерами таких блюд могут служить натто, умэбоси, цукэмоно и соевый соус.
В современной японской кухне можно легко найти заимствования из китайской, корейской и тайской кухни.
Некоторые заимствованные блюда, например рамэн (китайская пшеничная лапша), становятся очень популярными.
Столовый этикет в Японии отличается от европейского. Едят обычно из фарфоровых чашек палочками хаси. Жидкую пищу пьют из пиал, но иногда пользуются ложками. Ножом и вилкой пользуются исключительно для европейских блюд. Хлюпать за едой считается вполне приличным, но втыкать палочки в еду, особенно в рис, — недопустимо. Нельзя также класть палочки острыми концами влево, или поперек чашки, указывать ими на что-либо или махать ими в воздухе, зажимать их в кулаке и др. Хорошим тоном считается подливать напитки в бокалы соседям, но не себе.
Одно из наиболее популярных за пределами страны японских блюд — суши. Существуют несколько разновидностей, например, самым популярным видом суши является нигиридзуси (握り寿司: суши, сделанное с помощью рук). Он состоит из продолговатого комочка риса, спрессованного ладонями, небольшого количества васаби и тонкого кусочка начинки (сырой рыбы, креветок или икры), которая покрывает рис (нэта). Нигири могут также быть связаны тонкой полоской нори (прессованные листы водорослей). Норимаки (海苔巻) — это суши цилиндрической формы состоящее из кусочка сырой рыбы, завернутого в рис, и завернутого в нори.
Одним из любимых блюд является сашими (刺身) — кусочки сырой рыбы. Её употребляют с соевым соусом, в который добавляют васаби. Часто сашими подают вместе на нарезанной соломкой редькой дайкон и листьями сисо (лат. Perilla).
У японцев много различных супов, но самый традиционный — мисосиру (味噌汁). Это суп из пасты мисо (которая изготовляется из варёных, размятых и перебродивших соевых бобов с добавлением соли и солода). Такие супы в каждом регионе готовят по-своему. Помимо этого японцы широко употребляют овощи и травы (картофель, морковь, капусту, хрен, укроп, сельдерей, петрушку, помидоры, лук, яблоки, дайкон), рыбу, мясо акул, морскую капусту, мясо курицы, кальмаров, крабов и прочие морепродукты.
Традиционным и популярным напитком японцев является зелёный чай, а спиртным — рисовое вино саке и сётю. Особое место в традиционной японской кухне занимает японская чайная церемония.
В последнее время японская кухня довольно популярна за пределами Японии, также вследствие её низкой калорийности она считается полезной для здоровья.